# Aphelandra micans
Aphelandra micans là một loài thực vật có hoa trong họ Ô rô. Loài này được Moritz ex Vatke mô tả khoa học đầu tiên năm 1876.